# Fermín Murillo
Pour les articles homonymes, voir Murillo.
Fermín Murillo Paz plus connu sous le nom de Fermín Murillo né le 4 novembre 1934 à Saragosse (Espagne), mort à Valence (Espagne) le 29 octobre 2003, est un matador espagnol.

## Présentation
Son apprentissage se fait à l'école taurine de Saragosse. Il entre ensuite dans la cuadrilla de José Clavel où il se fait remarquer en becerrada dès les 23 et 30 juillet 1951 dans les arènes de Madrid  où il reviendra  l'année suivante comme novillero le 19 mars 1952. Lorsqu'il se présente pour son alternative à Saragosse  le 21 avril 1957, face au toro « Bonito » de la ganadería Miura, Murillo n'a pourtant à son actif que 3 novilladas. Ce qui ne l'empêche pas de triompher et de confirmer quelques mois plus tard dans les arènes de Las Ventas, le 21 avril 1957 face au toro « Minerito » de la ganadería Escudero Calvo. En Amérique latine, il confirme son alternative à Mexico le 27 décembre 1964 face au toro « Pianista » de l'élevage Piedras Negras.

## Carrière et style

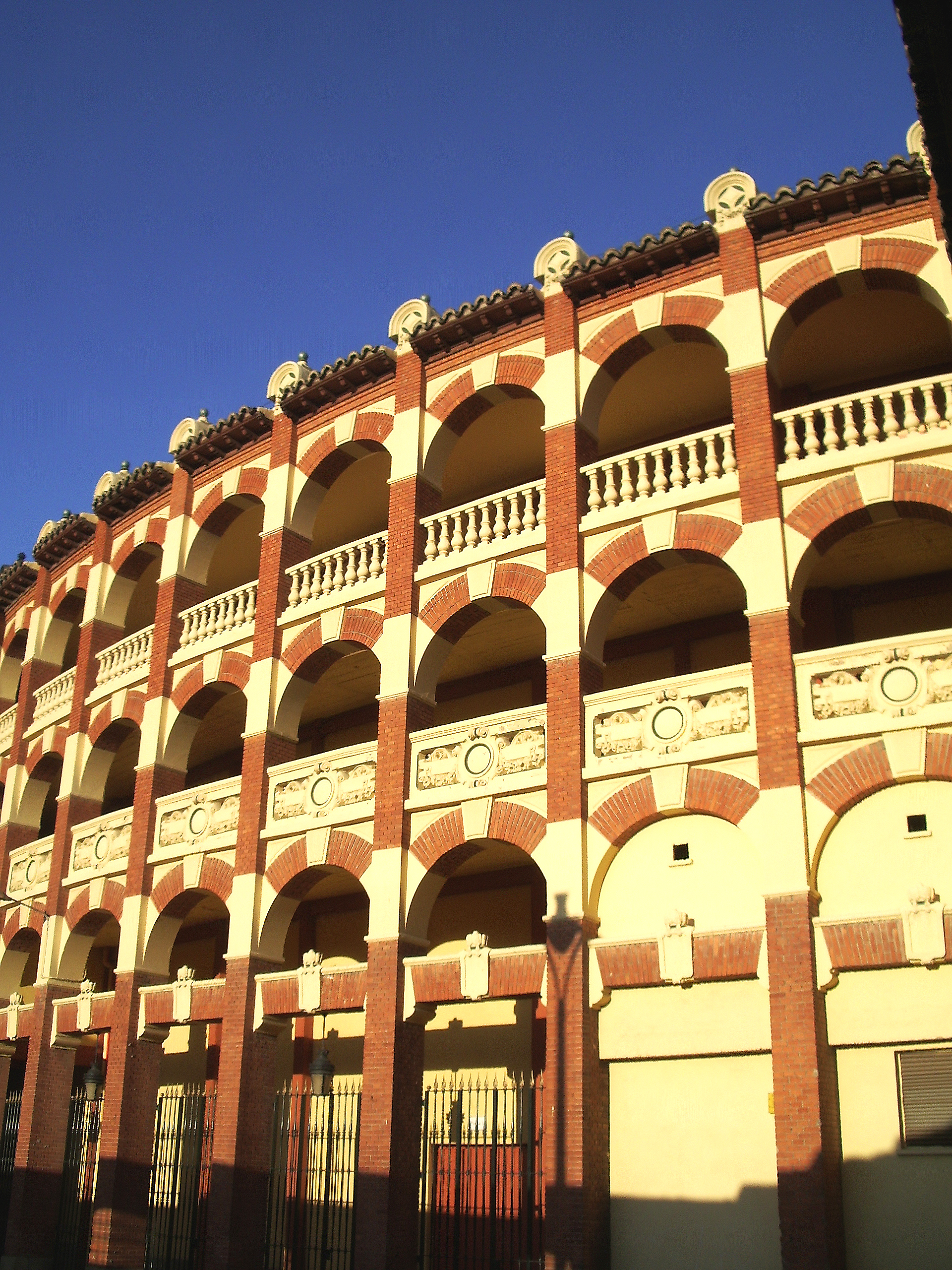
Arènes de la Misericordia à Saragosse

La véritable de carrière de Murillo est très courte (9 ans), malgré des retours successivement en 1970 et en 1972, après son retrait de 1966. Mais elle a été brillante et intense. 
Le jour de ses adieux à Las Ventas le 30 septembre 1966 en présence de Antonio Bienvenida et de « El Pireo » (Manuel Cano Ruiz), il était face à du bétail de José Luis Osborne. Blessé très gravement à Saragosse par un taureau de Alfonso Sánchez Fabrés, il participe à sa dernière corrida de nouveau à Saragosse le 16 octobre 1966 où il connaît un vif succès en coupant trois oreilles, aux côtés de Diego Puerta et de José Fuentes. Ce succès ne l'empêche pourtant pas de se retirer, puis de revenir et de se retirer de nouveau. À chaque fois, son retour est un succès. En particulier en 1972, à Barcelone où il partage l'affiche avec Álvaro Domecq Romero (petit-fils de rejoneador Álvaro Domecq Díez) et Antonio José Galán. Mais aussi en 1970 à Saragosse, lors de la feria del Pilar, où il triomphe dans un mano a mano) avec El Cordobés.
Il a toujours été respecté du mundillo parce qu'il a pris le risque de prendre l'alternative face aux plus redoutables taureaux du circuit tauromachique : les Miuras. Et c'est encore face à des Miuras qu'il connaît un triomphe en 1963, à Bilbao. Et en Amérique latine, les Piedras Negras qu'il a affronté lors de son alternative à Mexico sont considérés comme l'équivalent des Miuras.
On compte peu d'échecs dans sa carrière et beaucoup de commentateurs, parmi lesquels le journaliste José María Villapecellín, considèrent comme une erreur son retrait prématuré du ruedo. Mélange d'élégance et de courage, son toreo lui a valu d'être parmi les premiers de l escalafón peu de temps après son alternative.
Fermín Murillo est mort le 29 octobre 2003 d'un accident vasculaire cérébral (AVC). Ses cendres ont été déposées dans les arènes de la Misericordia à Saragosse .
Un paso doble taurin lui est dédié.